# Nepalesische Badmintonmeisterschaft 2010
Die Nepalesische Badmintonmeisterschaft 2010 fand Anfang August 2010 in Kathmandu statt. Es war die 34. Auflage der nationalen Titelkämpfe von Nepal im Badminton.

## Titelträger
| Disziplin    | Sieger                        |
| ------------ | ----------------------------- |
| Herreneinzel | Bikash Shrestha               |
| Dameneinzel  | Pooja Shrestha                |
| Herrendoppel | Vimal Shrestha Ram Rai        |
| Damendoppel  | Pooja Shrestha Nangsal Tamang |
| Mixed        | Indra Mahata Pooja Shrestha   |

## Finalergebnisse
| Disziplin    | Sieger                 | Finalist                       | Ergebnis            |
| ------------ | ---------------------- | ------------------------------ | ------------------- |
| Herreneinzel | Bikash Shrestha        | Ratnajit Tamang                | 21-23, 21-19, 21-19 |
| Dameneinzel  | Pooja Shrestha         | Nangsal Tamang                 | 21-7, 21-11         |
| Herrendoppel | Vimal Shrestha Ram Rai | Bikash Shrestha Bibek Shrestha | 21-16, 21-19        |